# 小三治 (映画)
『ドキュメンタリー映画「小三治」』（ドキュメンタリーえいが こさんじ）、ないし、『小三治』（こさんじ）は、落語家の10代目柳家小三治の日常を3年半にわたって映像に記録し、2009年に公開された日本のドキュメンタリー映画。
2009年2月21日にポレポレ東中野で初上映され、以降、神戸市の神戸アートビレッジセンター、名古屋市のシネマスコーレなど、全国およそ60カ所で上映された後、2014年9月に再びポレポレ東中野で上映された。
また、この間、2010年6月にはDVDがリリースされた。
おもにテレビのドキュメンタリー番組などを製作してきた康宇政にとって、初めて手がけた長編フィルム・ドキュメンタリー作品であった。

## 内容
長期に及ぶ取材のきっかけとなった、鈴本演芸場における声楽リサイタル「歌ま・く・ら」をはじめ、小三治の寄席への出演とその楽屋裏、地方巡業、家族とのプライベートな会話の様子などを通し、落語家としての精進や人柄を描き出していく。その合間に、桂米朝、入船亭扇橋、立川志の輔などが、それぞれの観点から小三治について語る。